# Державна цільова програма
Державна цільова програма — комплекс взаємопов'язаних завдань і заходів, спрямованих на розв'язання найважливіших проблем розвитку держави, окремих галузей економіки або адміністративно-територіальних одиниць, здійснюються з використанням коштів Державного бюджету України та узгоджені за строками виконання, складом виконавців, ресурсним забезпеченням.
Державні цільові програми поділяються на:
- загальнодержавні програми економічного, науково-технічного, соціального, національно-культурного розвитку, охорони довкілля (далі — загальнодержавні програми) — це програми, які охоплюють всю територію держави або значну кількість її регіонів, мають довгостроковий період виконання і здійснюються центральними та місцевими органами виконавчої влади;
- інші програми, метою яких є розв'язання окремих проблем розвитку економіки і суспільства, а також проблем розвитку окремих галузей економіки та адміністративно-територіальних одиниць, що потребують державної підтримки.

## Список деяких державних цільових програм, які діятимуть у 2012 та наступних роках

### Міністерство аграрної політики та продовольства
1. Державна  цільова  програма  розвитку українського села на 
період до 2015 року,  затверджена  постановою  Кабінету  Міністрів 
України від 19 вересня 2007 р. N 1158
2. Державна  цільова  економічна  програма підтримки розвитку 
сільськогосподарських обслуговуючих  кооперативів  на  період   до 
2015 року,  затверджена  постановою Кабінету Міністрів України від 
3 червня 2009 р. N 557 
3. Державна  цільова  програма   створення   оптових   ринків 
сільськогосподарської  продукції,  затверджена постановою Кабінету 
Міністрів України від 3 червня 2009 р. N 562 
4. Загальнодержавна цільова  економічна  програма  проведення 
моніторингу   залишків  ветеринарних  препаратів  та  забруднюючих 
речовин  у  живих  тваринах,  продуктах  тваринного  походження  і 
кормах,  а також у харчових продуктах, підконтрольних ветеринарній 
службі, на  2010-2015  роки,  затверджена  Законом   України   від 
4 червня 2009 р. N 1446-VI

### Міністерство енергетики та вугільної промисловості
5. Програма    розвитку    Севастопольського    національного 
університету ядерної енергії та промисловості на  2007-2012  роки, 
затверджена  постановою  Кабінету  Міністрів України від 11 травня 
2006 р. N 618
6. Державна  цільова   екологічна   програма   приведення   в 
безпечний    стан   уранових   об'єктів   виробничого   об'єднання 
"Придніпровський хімічний завод",  затверджена постановою Кабінету 
Міністру України від 30 вересня 2009 р. N 1029 
7. Державна   цільова   економічна  програма  "Ядерне  паливо 
України", затверджена постановою Кабінету  Міністрів  України  від 
23 вересня 2009 р. N 1004 

### Міністерство екології та природних ресурсів
8. Програма    припинення    виробництва    та   використання 
озоноруйнівних речовин на 2004-2030 роки,  затверджена  постановою 
Кабінету Міністрів   України   від   4   березня  2004  р.  N  256 
9. Загальнодержавна    програма    формування    національної 
екологічної мережі України на 2000-2015 роки,  затверджена Законом 
України від 21 вересня 2000 р. N 1989-III 
10. Комплексна програма  реалізації  на  національному  рівні 
рішень,  прийнятих на Всесвітньому самміті зі сталого розвитку, на 
2003-2015 роки,  затверджена постановою Кабінету Міністрів України 
від 26 квітня 2003 р. N 634
11. Комплексна     програма     протизсувних    заходів    на 
2005-2014 роки,  затверджена постановою Кабінету Міністрів України 
від 22 вересня 2004 р. N 1256 
12. Державна    цільова    екологічна   програма   проведення 
моніторингу  навколишнього  природного   середовища,   затверджена 
постановою Кабінету Міністрів України від 5 грудня 2007 р.  N 1376 

### Міністерство економічного розвитку і торгівлі
13. Національна    програма    сприяння    розвитку    малого 
підприємництва  в Україні,  прийнята Законом України від 21 грудня 
2000 р. N 2157-III 

### Міністерство інфраструктури
14. Програма формування  та  розвитку  Державної  спеціальної 
служби   транспорту  на  2005-2015  роки,  затверджена  постановою 
Кабінету Міністрів  України  від  21  вересня  2005   р.   N   939 
15. Державна  програма  авіаційної безпеки цивільної авіації, 
затверджена Законом  України  від  20  лютого  2003  р.  N  545-IV 
16. Державна       програма       впровадження      цифрового 
телерадіомовлення,  затверджена  постановою   Кабінету   Міністрів 
України від 26 листопада 2008 р. N 1085 
17. Державна  цільова  економічна програма розвитку поштового 
зв'язку  на  2009-2013  роки,  затверджена   постановою   Кабінету 
Міністрів України від 1 липня 2009 р. N 672 
18. Державна   цільова   програма  реформування  залізничного 
транспорту на  2010-2015  роки,  затверджена  постановою  Кабінету 
Міністрів України від 16 грудня 2009 р. N 1390

### МНС
19. Загальнодержавна цільова екологічна програма поводження з 
радіоактивними відходами,   затверджена   Законом   України    від 
17 вересня 2008 р. N 516-VI 
20. Загальнодержавна    програма    зняття   з   експлуатації 
Чорнобильської АЕС та перетворення об'єкта "Укриття" на екологічно 
безпечну систему,  прийнята  Законом  України від 15 січня 2009 р. 
N 886-VI 
21. Державна   цільова   соціальна    програма    протимінної 
діяльності  Міністерства  з  питань  надзвичайних  ситуацій  та  у 
справах захисту населення від наслідків Чорнобильської  катастрофи 
на  2009-2014  роки,  затверджена  постановою  Кабінету  Міністрів 
України від 18 лютого 2009 р. N 131 
22. Державна цільова соціальна програма  розвитку  цивільного 
захисту   на   2009-2013  роки,  затверджена  постановою  Кабінету 
Міністрів України від 25 лютого 2009 р. N 156 

### Міноборони
23. Програма забезпечення  живучості  та  вибухопожежобезпеки 
арсеналів,  баз і складів озброєння,  ракет і боєприпасів Збройних 
Сил України на 1995-2015  роки,  затверджена  постановою  Кабінету 
Міністрів України від 28 червня 1995 р. N 472 
24. Державна  програма реалізації Договору з відкритого неба, 
затверджена Указом Президента  України  від  29  вересня  2000  р. 
N 1097 
25. Програма  реабілітації  територій,  забруднених унаслідок 
військової діяльності,  на 2002-2015 роки,  затверджена постановою 
Кабінету Міністрів   України   від   26   липня   2001  р.  N  916 
26. Державна  програма  переходу  Збройних  Сил  України   до 
комплектування   військовослужбовцями,   які  проходять  військову 
службу за контрактом,  затверджена Указом Президента  України  від 
17 квітня 2002 р. N 348 
27. Загальнодержавна            програма            створення 
військово-транспортного  літака  Ан-70  та   його   закупівлі   за 
державним оборонним  замовленням,  прийнята  Законом  України  від 
5 лютого 2004 р. N 1462-IV 
28. Програма   забезпечення    житлом    військовослужбовців, 
звільнених у запас або відставку,  затверджена постановою Кабінету 
Міністрів України від 29 січня 1999 р. N 114 
29. Програма конверсії колишніх військових об'єктів на період 
реформування   Збройних   Сил   та   інших  військових  формувань, 
затверджена постановою Кабінету Міністрів  України  від  18  січня 
2003 р. N 81 
30. Державна  цільова  оборонна програма утилізації звичайних 
видів боєприпасів,  не придатних  для  подальшого  використання  і 
зберігання,  на  2008-2017  роки,  затверджена постановою Кабінету 
Міністрів України від 22 жовтня 2008 р. N 940 
31. Програма (не для друку),  затверджена постановою Кабінету 
Міністрів України від 29 жовтня 2003 р. N 1672-13 
32. Державна    програма    (цілком    таємно),   затверджена 
розпорядженням Кабінету Міністрів України від 29  квітня  2004  р. 
N 258-рс 
33. Державна  цільова програма утилізації компонентів рідкого 
ракетного  палива  на  2010-2014  роки,   затверджена   постановою 
Кабінету Міністрів   України   від   29  вересня  2010  р.  N  874 

### Міністерство освіти і науки, молоді та спорту
1. Державна програма «Вчитель», затверджена постановою Кабінету Міністрів України від 28 березня 2002 р. N 379
2. Державна цільова науково-технічна та соціальна програма «Наука в університетах» на 2008—2012 роки, затверджена постановою Кабінету Міністрів України від 19 вересня 2007 р. N 1155
3. Державна цільова соціальна програма розвитку позашкільної освіти на період до 2014 року, затверджена постановою Кабінету Міністрів України від 27 серпня 2010 р. N 785
4. Державна цільова соціальна програма реформування системи закладів для дітей-сиріт та дітей, позбавлених батьківського піклування, затверджена постановою Кабінету Міністрів України від 17 жовтня 2007 р. N 1242
5. Державна цільова соціальна програма «Хокей України», затверджена постановою Кабінету Міністрів України від 3 жовтня 2007 р. N 1194
6. Державна цільова соціальна програма «Молодь України» на 2009—2015 роки, затверджена постановою Кабінету Міністрів України від 28 січня 2009 р. N 41
7. Державна цільова програма впровадження у навчально-виховний процес загальноосвітніх навчальних закладів інформаційно-комунікаційних технологій «Сто відсотків» на період до 2015 року

### МОЗ
40. Державна  програма  "Репродуктивне  здоров'я  нації"   на 
період  до  2015  року,  затверджена постановою Кабінету Міністрів 
України від 27 грудня 2006 р. N 1849 
41. Державна цільова соціальна програма  "Трансплантація"  на 
період  до  2012  року,  затверджена постановою Кабінету Міністрів 
України від 8 жовтня 2008 р. N 894 
42. Державна  цільова  науково-технічна   програма   розвитку 
виробництва   медичної  техніки  на  2009-2013  роки,  затверджена 
постановою Кабінету Міністрів України  від  5  листопада  2008  р. 
N 968 
43. Загальнодержавна   програма   забезпечення   профілактики 
ВІЛ-інфекції,  лікування,  догляду та підтримки ВІЛ-інфікованих  і 
хворих на СНІД на 2009-2013 роки,  затверджена Законом України від 
19 лютого 2009 р. N 1026-VI 
44. Державна   цільова   програма   "Цукровий   діабет"    на 
2009-2013 роки,  затверджена постановою Кабінету Міністрів України 
від 19 серпня 2009 р. N 877 
45. Державна цільова соціальна програма зменшення  шкідливого 
впливу  тютюну  на  здоров'я  населення  на  період  до 2012 року, 
затверджена постановою Кабінету Міністрів України  від  3  вересня 
2009 р. N 940 
46. Загальнодержавна  програма  імунопрофілактики  та захисту 
населення від інфекційних хвороб на  2009-2015  роки,  затверджена 
Законом України від 21 жовтня 2009 р. N 1658-VI 
47. Загальнодержавна   програма   боротьби   з  онкологічними 
захворюваннями на період до 2016 року, затверджена Законом України 
від 23 грудня 2009 р. N 1794-VI 

### Міністерство регіонального розвитку, будівництва та житлово-комунального господарства
48. Загальнодержавна  програма  "Питна   вода   України"   на 2006-2020 роки,  затверджена Законом України від 3 березня 2005 р. N 2455-IV 
49. Комплексна  програма  ліквідації  наслідків   підтоплення 
територій  в  містах  і  селищах  України,  затверджена постановою 
Кабінету Міністрів  України  від  15  лютого   2002   р.   N   160 
50. Загальнодержавна   програма   реформування   і   розвитку 
житлово-комунального господарства на 2009-2014  роки,  затверджена 
Законом України від 24 червня 2004 р. N 1869-IV 
51. Державна  програма розвитку міського електротранспорту на 
2007-2015 роки,  затверджена постановою Кабінету Міністрів України 
від 29 грудня 2006 р. N 1855 
52. Державна   цільова   економічна   програма   модернізації 
комунальної  теплоенергетики  на   2010-2014   роки,   затверджена 
постановою Кабінету  Міністрів  України  від  4  листопада 2009 р. 
N 1216 
53. Державна   програма   забезпечення   молоді   житлом   на 
2002-2012 роки,  затверджена постановою Кабінету Міністрів України 
від 29 липня 2002 р. N 1089 
54. Державна    цільова     соціально-економічна     програма 
будівництва   (придбання)  доступного  житла  на  2010-2017  роки, 
затверджена постановою Кабінету Міністрів України від 11 листопада 
2009 р. N 1249 
55. Державна         цільова        програма        підтримки 
соціально-економічного розвитку  малих  міст  на  2011-2015  роки, 
затверджена постановою Кабінету Міністрів України від 29 листопада 
2010 р. N 1090 

### Мін'юст
56. Загальнодержавна програма адаптації законодавства України 
до законодавства Європейського Союзу,  затверджена Законом України 
від 18 березня 2004 р. N 1629-IV 

### Державне агентство з енергоефективності та енергозбереження
57. Державна  цільова  економічна програма енергоефективності 
на  2010-2015  роки,  затверджена  постановою  Кабінету  Міністрів 
України від 1 березня 2010 р. N 243 

### Державна служба технічного регулювання
58. Програма   запровадження   системи  управління  якістю  в 
органах  виконавчої   влади,   затверджена   постановою   Кабінету 
Міністрів України від 11 травня 2006 р. N 614 

### Головдержслужба
59. Комплексна   програма  підготовки  державних  службовців, 
затверджена Указом Президента України  від  9  листопада  2000  р. 
N 1212 

### Державне агентство лісових ресурсів
60. Державна    цільова    програма    "Ліси    України"   на 
2010-2015 роки,  затверджена постановою Кабінету Міністрів України 
від 16 вересня 2009 р. N 977 

### Держкомтелерадіо
61. Програма   розвитку   та   переоснащення   передавального 
обладнання Концерну радіомовлення,  радіозв'язку та телебачення на 
основі   сучасних  технічних  засобів  на  період  до  2012  року, 
затверджена постановою Кабінету Міністрів  України  від  16  січня 
2003 р. N 40 

### Служба зовнішньої розвідки
62. Програма (не для друку),  затверджена постановою Кабінету 
Міністрів України від 21 лютого 2006 р. N 173-1 

### Фонд державного майна
63. Державна  програма  приватизації,   затверджена   Законом 
України від 18 травня 2000 р. N 1723-III 

### Державне агентство з питань науки, інновацій та інформації
64. Національна  програма  інформатизації,  прийнята  Законом України від 4 лютого 1998 р. N 74/98-ВР 
65. Державна  програма  прогнозування  науково-технологічного розвитку  на  2008-2012  роки,  затверджена  постановою   Кабінету Міністрів України від 11 вересня 2007 р. N 1118 
66. Державна цільова економічна програма "Створення в Україні інноваційної  інфраструктури"  на  2009-2013   роки,   затверджена 
постановою Кабінету Міністрів України від 14 травня 2008 р.  N 447 
67. Державна  цільова  науково-технічна  програма  проведення досліджень в Антарктиці на 2011-2020 роки,  затверджена постановою 
Кабінету Міністрів  України  від  3  листопада  2010  р.  N   1002 

### Державне агентство з управління державними корпоративними правами та майном
68. Загальнодержавна  комплексна  програма  розвитку  високих 
наукоємних  технологій,  затверджена  Законом України від 9 квітня 
2004 р. N 1676-IV 
69. Державна програма  (цілком  таємно),  затверджена  Указом 
Президента України від 2 листопада 2004 р. N 1338-19 
70. Програма   (для   службового  користування),  затверджена 
постановою Кабінету Міністрів України від 27 серпня 2008 р.  N 766 

### Державне космічне агентство
71. Програма,  заходи (не для друку),  затверджена постановою 
Кабінету Міністрів  України  від  29  жовтня  2003   р.   N   1684 
72. Загальнодержавна    цільова   науково-технічна   космічна 
програма України на 2008-2012 роки,  затверджена  Законом  України 
від 30 вересня 2008 р. N 608-VI 
73. Державна    програма   розвитку   державних   підприємств "Виробниче об'єднання   Південний   машинобудівний   завод   імені О.М. Макарова"    і   "Конструкторське   бюро   "Південне"   імені М.К. Янгеля",  затверджена постановою Кабінету  Міністрів  України 
від 10 квітня 2009 р. N 491 

### Державне агентство водних ресурсів
74. Програма  комплексного протипаводкового захисту в басейні 
р.  Тиси у Закарпатській області на 2002-2006 роки та  прогноз  до 
2015  року,  затверджена постановою Кабінету Міністрів України від 
24 жовтня 2001 р. N 1388 
75. Комплексна програма захисту сільських населених пунктів і 
сільськогосподарських  угідь  від  шкідливої  дії вод на період до 
2010 року та прогноз до 2020 року, затверджена постановою Кабінету 
Міністрів України від 3 липня 2006 р. N 901 
76. Державна  цільова  програма комплексного протипаводкового 
захисту в басейнах річок Дністра,  Пруту  та  Сірету,  затверджена 
постановою Кабінету Міністрів України від 27 грудня 2008 р. N 1151 

### Національна академія наук
77. Державна цільова науково-технічна програма розроблення  і 
створення   сенсорних  наукоємних  продуктів  на  2008-2012  роки, 
затверджена постановою Кабінету Міністрів  України  від  5  грудня 
2007 р. N 1395 
78. Державна  цільова  науково-технічна  програма "Розробка і 
впровадження  енергозберігаючих  світлодіодних  джерел  світла  та 
освітлювальних   систем  на  їх  основі",  затверджена  постановою 
Кабінету Міністрів  України  від   9   липня   2008   р.   N   632 
79. Державна  цільова  науково-технічна  програма  "Створення 
хіміко-металургійної галузі виробництва чистого  кремнію  протягом 
2009-2012   років",   затверджена  постановою  Кабінету  Міністрів 
України від 28 жовтня 2009 р. N 1173 

### Національна академія наук, Державне агентство з питань науки, інновацій та інформації
80. Державна цільова науково-технічна програма впровадження і 
застосування  грід-технологій  на  2009-2013   роки,   затверджена 
постановою Кабінету  Міністрів  України  від  23  вересня  2009 р. 
N 1020 
81. Державна      цільова      науково-технічна      програма 
"Нанотехнології  та наноматеріали" на 2010-2014 роки,  затверджена 
постановою Кабінету Міністрів України від 28 жовтня 2009 р. N 1231 

### Адміністрація Держприкордонслужби
82. Державна  цільова правоохоронна програма "Облаштування та реконструкція  державного  кордону"  на  період  до   2015   року, 
затверджена  постановою  Кабінету  Міністрів України від 13 червня 
2007 р. N 831 

### Рада міністрів Автономної Республіки Крим
83. Державна   програма    соціально-економічного    розвитку 
Автономної  Республіки  Крим  на період до 2017 року,  затверджена 
постановою Кабінету Міністрів України від 30 серпня 2007 р. N 1067 

### Дніпропетровська облдержадміністрація
84. Програма  радіаційного  і  соціального  захисту населення 
м. Жовті Води на 2003-2012 роки,  затверджена постановою  Кабінету 
Міністрів України від 5 травня 2003 р. N 656 
85. Державна  програма  забезпечення сталого розвитку регіону 
видобування та   первинної   переробки   уранової   сировини    на 
2006-2030 роки,  затверджена постановою Кабінету Міністрів України 
від 16 грудня 2004 р. N 1691 

### Донецька облдержадміністрація
86. Програма         реформування         та         розвитку 
водопровідно-каналізаційного  господарства  Донецької  області  на 
2005-2009 роки і  період  до  2015  року,  затверджена  постановою 
Кабінету Міністрів   України   від   23  грудня  2004  р.  N  1731 

### Львівська облдержадміністрація
87. Комплексна    програма    збереження    та    відтворення 
історико-архітектурного    середовища   м.   Жовкви,   затверджена 
постановою Кабінету Міністрів України від 16 травня 2001 р.  N 517 

### Одеська облдержадміністрація
88. Програма   комплексного  соціально-економічного  розвитку 
м. Одеси  на  2005-2015  роки,  затверджена  постановою   Кабінету 
Міністрів України від 30 листопада 2004 р. N 1604 

### Севастопольська міськдержадміністрація
89. Програма  сталого соціально-економічного,  екологічного і 
культурного розвитку  м.  Севастополя  на  період  до  2015  року, 
затверджена  постановою  Кабінету  Міністрів  України від 27 липня 
2006 р. N 1017